# 刘振屯镇
刘振屯镇，是中华人民共和国河南省周口市淮阳区下辖的一个乡镇级行政单位。2022年撤乡设镇。

## 行政区划
刘振屯镇下辖以下地区：
刘振屯村、大朱庄村、大雷庄村、张腰庄村、耿楼村、夏楼村、马庄村、赵洼村、葛楼村、李菜园村、买臣集村、曹李集村、方庄村、大王三楼村、府君庙村、大白庄村、张竹园村、后刘楼村、辛井村、木集村、泥河店村、张老家村、紫荆台村、高河铺村、大黄庄村和宋桥村。